# Дам'ян Марк
Дам'ян Марк (фр. Damien Marcq, нар. 8 грудня 1988, Булонь-сюр-Мер) — французький футболіст, півзахисник бельгійського «Шарлеруа».
Виступав за молодіжну збірну Франції.

## Клубна кар'єра
Народився 8 грудня 1988 року в місті Булонь-сюр-Мер. Вихованець футбольної школи місцевого клубу «Булонь». Дорослу футбольну кар'єру розпочав 2006 року в основній команді того ж клубу у Лізі 2, в якій провів чотири сезони, взявши участь у 109 матчах чемпіонату.  Більшість часу, проведеного у складі «Булоні», був основним гравцем команди.
Влітку 2010 року за три мільйони євро перебрався до вищолігового «Кана». За рік на правах оренди перейшов до «Діжона», а ще за рік — до «Седана».
2013 року перебрався до бельгійського «Шарлеруа», в якому був гравцем основного складу протягом чотирьох сезонів. Влітку 2017 року перейшов за 2,5 мільйони євро до «Гента», де протягом півроки не зумів пробитися до основного складу, після чого на початку січня 2018 за 1 мільйон став гравцем команди «Зюлте-Варегем». Спочатку мав проблеми ігровим часом, гравцем основного складу став лише в сезоні 2020/21.
Сезон 2021/22 провів у складі «Уніон Сент-Жілуаз», після чого досвідчений гравець повернувся до «Шарлеруа».

## Виступи за збірну
Протягом 2009–2010 років залучався до складу молодіжної збірної Франції. На молодіжному рівні зіграв у 4 офіційних матчах.